# Theodore Thomas

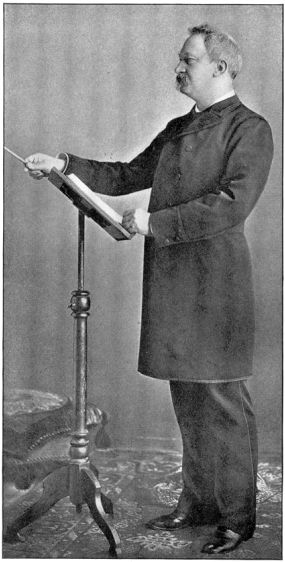
Theodore Thomas.

Theodore Thomas, född 11 oktober 1835 i Esens, Ostfriesland, död 4 januari 1905 i Chicago, var en tysk-amerikansk violinist och dirigent.
Thomas började vid sex års ålder uppträda som violinist, kom tioårig till New York och var 1855–69 violinist i ett av honom där bildat kammarmusiksällskap, det första i USA, samt inrättade och ledde i New York 1864–77 en god symfoniorkester, vars konsertresor till andra städer även i dessa banade väg för tysk musik, särskilt Richard Wagners. Åren 1877–88 anförde Thomas filharmoniska sällskapet i New York och 1890–1905 "Thomas-orkestern" i Chicago. Dessutom dirigerade han 1862–91 filharmoniska sällskapet i Brooklyn, 1885–87 American Opera Company i New York, organiserade 1878 musikkonservatoriet i Cincinnati och var 1873–98 dirigent för de i denna stad vartannat år hållna musikfesterna.